# Karin Lindegren
Karin Lindegren, född 5 september 1924 i Malmö Sankt Pauli församling, död 20 maj 2012, var en svensk museiman och professor.
Hon var dotter till ingenjören Gustaf Bergqvist och Maia, född Iffland. Karin Lindegren var intendent på Moderna museet i Stockholm och var dess chef 1977–1979. Under 1980-talet var hon ständig sekreterare i Konstakademien och sedan 1981 hedersledamot av Konstakademien. Hon mottog utmärkelsen Litteris et artibus 1986 och förlänades professors titel 1988.
Karin Lindegren var från 1950 gift med skalden Erik Lindegren (1910–1968).